# Barcelos (freguesia)
Barcelos is een plaats (freguesia) in de Portugese gemeente Barcelos en telt 5 213 inwoners (2001).

## Sport
Met Gil Vicente FC beschikt Barcelos over een betaaldvoetbalclub.

## Geboren
- Domingos Gonçalves (13 februari 1989), wielrenner
- José Gonçalves (13 februari 1989), wielrenner